# Syncathedra criminata
Syncathedra criminata är en fjärilsart som beskrevs av Edward Meyrick 1923. Syncathedra criminata ingår i släktet Syncathedra och familjen stävmalar. Inga underarter finns listade i Catalogue of Life.